# Georges Hyvernaud
Georges Hyvernaud [ʒɔʁʒ ivɛʁno]  (* 20. Februar 1902 in Saint-Yrieix-sur-Charente bei Angoulême; † 24. März 1983 in Paris) war ein französischer Schriftsteller.

## Werdegang
Hyvernaud wurde 1939 zur Armee eingezogen und geriet während des Westfeldzuges im Mai 1940 im Norden Frankreichs in deutsche Kriegsgefangenschaft. Die nächsten fünf Jahre verbrachte er in einem Offizierslager (Oflag) in Pommern.
Nach dem Krieg arbeitete Hyvernaud wieder als Lehrer. 1949 veröffentlichte er sein erstes Buch „La Peau et les Os“ („Haut und Knochen“), das 2010 in der deutschen Übersetzung von Julia Schoch bei Suhrkamp erschienen ist. Der 1953 veröffentlichte Roman „Le Wagon à vaches“ („Der Viehwaggon“) ist bereits 2007 auf Deutsch erschienen.
Erst nach seinem Tod wurden Hyvernauds Werke in Frankreich von einem größeren Publikum wahrgenommen.

## Werke auf Deutsch
- Der Viehwaggon. Roman. Mit einem Brief des Autors. Suhrkamp, Frankfurt 2007 ISBN 978-3-518-22422-9
- Übers. Julia Schoch: Haut und Knochen. Roman. Suhrkamp, Berlin 2010 ISBN 978-3-518-22456-4[1]